# Distrito de Churubamba
El distrito de Churubamba es uno de los once distritos de la provincia de Huánuco, ubicado en el departamento de Huánuco, en el centro del Perú.  
Desde el punto de vista jerárquico de la Iglesia católica forma parte del Diócesis de Huánuco.

## Historia
El distrito fue creado mediante Ley del 4 de octubre, en el gobierno del Presidente Augusto Leguía.

## Geografía
Abarca una superficie de 552,2783 km² y tiene una población estimada mayor a 30 700 habitantes. 
Su capital es el poblado de Churubamba.

## Autoridades

### Municipales
- - Alcalde: [Willian Romero Gobea],
  - Regidores: Charly Murga Agapito, Alvino Samudio Santillán, Sonia Fanan Rufino, Simeon Sánchez Vega, Maura Beato Morales, César Nazario Ponce y Victorio Resurrección Ayala

```
* 2019-2022
```

- - Alcalde:  Elber Pedro Leandro Zúñiga

### Policiales
- Comisario: Mayor PNP .

### Religiosas
- * Obispo de Huánuco: Mons. Jaime Rodríguez Salazar, MCCJ.
- Párroco:

## Atractivos turísticos
Entre los atractivos turísticos se encuentran las momias de Papahuasi, exhibidas en el museo de sitio del distrito. Bosque Unchog Este lugar húmedo y casi permanentemente nublado es muy famoso por ser hogar de aves muy raras, recientemente descubiertas y endémica, Pachagoto: complejo arqueológico, localizado en la jurisdicción del caserío de Cochabamba, a 5 km de la reliquia de Shapa-lloucro,  Asimismo, en Churubamba existe la hacienda Santa Cruz, reconocida por su ambiente campestre de casonas solariegas.
Carnaval Tinkuy, una festividad en Huánuco que se celebra con la “guerra de naranjas” declarado patrimonio cultural, la danka hatun puka wanka danza guerrera de los incas, además cuenta con la hacienda de yuncan que produce shacta licor emblemático de esta tierra. También pueden visitar las lagunas y muchos lugares turísticos como el caserío de Pacapucro donde se consume el mejor café de Huánuco.

## Festividades
Otros atractivos turísticos
La laguna Yacamunancocha
Las Chulpas
La Casa de la Artesanía
Museo Municipal
Laguna de Bombón
Yaicungocha (en Huarapa)
Exhibición de restos momificados
Casas reconstruidas con pequeñas lajas de piedras con techo de paja (antiguas).
- Agosto: Aniversario de la fundación de la ciudad de Huánuco
- Octubre: Señor de Burgos
- Semana Santa: Escenificación de la vida, muerte y pasión de Jesucristo.